# Sveinbjörn Beinteinsson

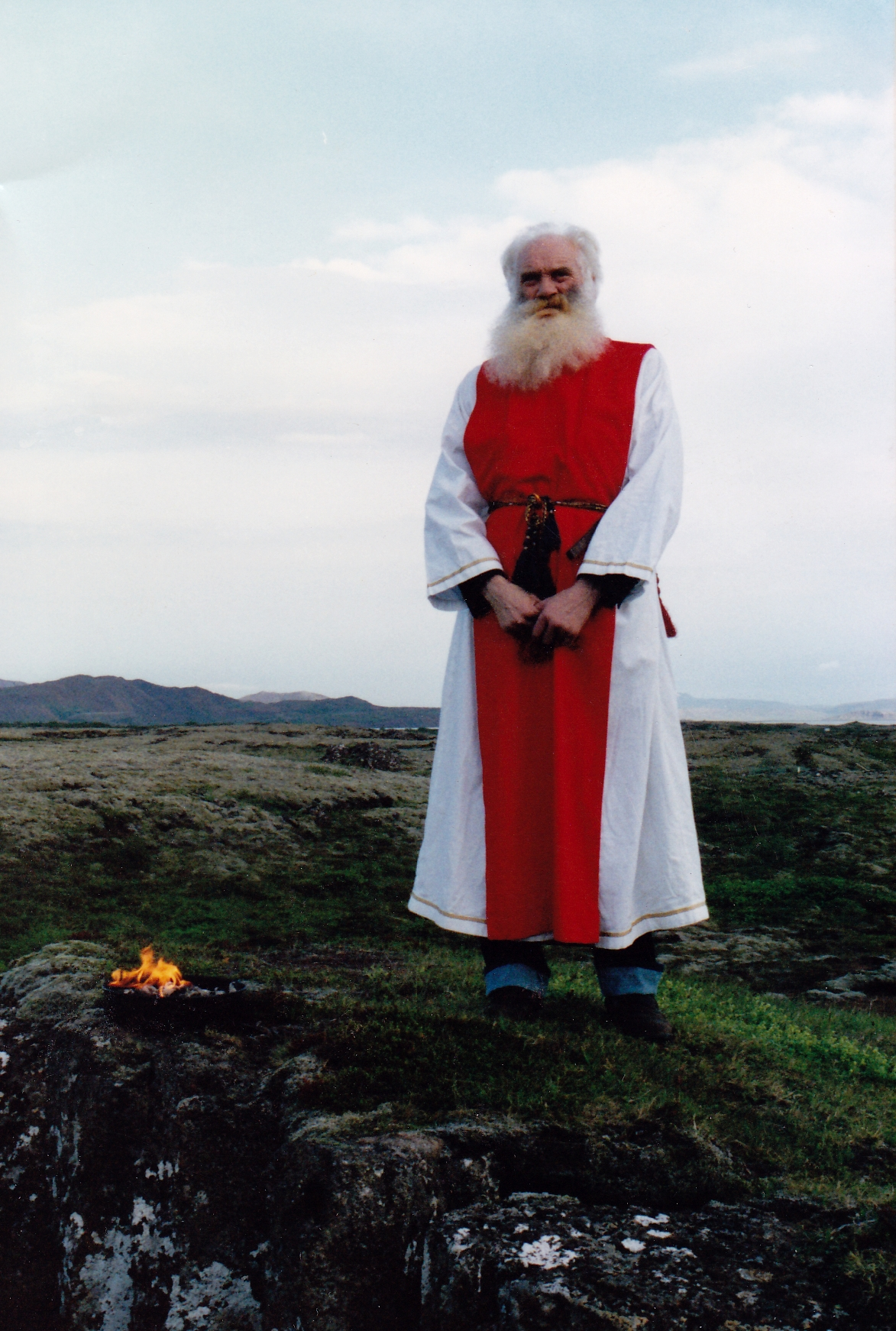

Sveinbjörn Beinteinsson (ur. 4 lipca 1924, zm. 24 grudnia 1993) – islandzki badacz religii przedchrześcijańskich.
Syn farmera Beinteinna Einarssona. W wieku 16 lat zaczął pisać poematy religijne, w 1972 roku, założył odwołującą się do przedchrześcijańskich, nordyckich wierzeń, organizację Ásatrúarfélagið, której był głównym kapłanem aż do śmierci. W 1991 roku przeprowadził się na farmę w Drághals w Bergmassiv Skardheiðim, około 100 kilometrów od Reykjavíku, gdzie do dziś stoi jego pomnik. Zmarł w 1993 roku na zawał serca. Przez całe życie dążył do odnowienia i uznania przez rząd Islandii islandzkich wierzeń przedchrześcijańskich. Opublikował wiele własnych poematów i antologii. Nagrywał północne pieśni razem z Genesis P-Orridge i Current 93. W oczach znawców i naukowców płyta „Current 93 presents Sveinbjörn 'Edda'” zyskała opinię jednego z referencyjnych nagrań, często cytowanych w opracowaniach i artykułach.